# Halloweentown II
Halloweentown II (Halloweentown II: Kalabar's Revenge) ist eine US-amerikanische Fernsehfilmkomödie von Mary Lambert aus dem Jahr 2001. Sie ist eine Fortsetzung der Disney-Channel-Original-Movie-Komödie Halloween Town – Meine Oma ist ’ne Hexe aus dem Jahr 1998.

## Handlung
Marnie Piper soll ein Jahr lang in Halloweentown bei ihrer Großmutter Aggie Cromwell leben. Sie lernt den Jungen Kal kennen, den sie zu beeindrucken versucht. Aggie entdeckt in der Nähe des Jungen bösartige magische Kräfte. Es stellt sich heraus, dass Kal ein Sohn des feindlich eingestellten Kalabar ist, der Aggie ein Buch mit Zaubersprüchen stahl. Er will seinen Vater rächen. Dazu will er um Mitternacht alle Bewohner von Halloweentown in Menschen verwandeln, die Menschen in der realen Welt hingegen in das verwandeln, als das sie sich kostümiert haben.
Kal belegt die reale Welt mit Zaubersprüchen. Marnie und Aggie werden in Halloweentown in der fantastischen Welt eingeschlossen, aber sie eröffnen ein zusätzliches Portal, das in die reale Welt führt. Sie bekämpfen dort Kal, der verschwindet.

## Synchronisation
| Rolle           | Schauspieler      | deutscher Synchronsprecher |
| --------------- | ----------------- | -------------------------- |
| Marnie Piper    | Kimberly J. Brown | Natalie Löwenberg          |
| Agatha Cromwell | Debbie Reynolds   | Anita Höfer                |
| Caveman         | Wren Roberts      |                            |
| Luke            | Phillip Van Dyke  | Johannes Raspe             |
| Astrid          | Xantha Redley     | Veronika Neugebauer        |

## Kritiken
Die Zeitschrift TV Today schrieb, dass der Film für das jüngste Publikum bestimmt sei.
Das Lexikon des internationalen Films lobt den Film als amüsante, fast schon ein wenig zu brav geratene Gruselkomödie, die jungen Zuschauern wohligen Schauder ohne Schocks bereitet.

## Auszeichnungen
Kimberly J. Brown und Joey Zimmerman wurden im Jahr 2002 für den Young Artist Award nominiert. Am 21. Oktober 2001 wurde der Film in den USA erstausgestrahlt.

## Hintergrund
Der Film wurde in Vancouver und in Richmond, British Columbia gedreht.

## Weitere Teile
1998 ging dem Film Halloween Town – Meine Oma ist ’ne Hexe voraus.
Es folgten weitere Fortsetzungen
- 2004: Halloweentown III: Halloweentown Highschool
- 2006: Halloweentown 4 – Das Hexencollege

Für Oktober 2010 war eine weitere Fortsetzung unter dem Originaltitel Halloweentown V: She’s the Whitch angekündigt, der aber nie zustande kam.